# Liste des députés wallons (2009-2014)
Pour les articles homonymes, voir Liste des députés wallons.
Le parlement wallon élu en 2009 compte 75 députés élus au suffrage universel direct. Les députés wallons :
- francophones siègent aussi une semaine sur deux au Parlement de la Communauté française de Belgique;
- germanophones siègent une semaine sur deux au Parlement de la Communauté germanophone.

## Bureau
- Patrick Dupriez (ECOLO), président
- Véronique Cornet (MR), première vice-présidente
- Léon Walry (PS), vice-président
- Sophie Pécriaux (PS), vice-présidente
- Michel Lebrun (cdH), secrétaire
- Marc de Saint Moulin (PS), secrétaire
- Frédéric Janssens, greffier

## Commissions
| Commission | Président              |
| --- | ---------------------- |
| Affaires générales, de la Simplification administrative, des Fonds européens et des Relations internationales | Jean-Claude Maene      |
| Énergie, du Logement, de la Fonction publique et de la Recherche scientifique                                 | Hervé Jamar            |
| Budget, des Finances, de l'Emploi, de la Formation et des Sports                                              | Joëlle Kapompolé       |
| Économie, du Commerce extérieur et des Technologies nouvelles                                                 | Chantal Bertouille     |
| Affaires intérieures et du Tourisme                                                                           | Christophe Collignon   |
| Santé, de l'Action sociale et de l'Égalité des Chances                                                        | Alain Onkelinx         |
| l'Environnement, de l'Aménagement du Territoire et de la Mobilité                                             | Michel de Lamotte      |
| Travaux publics, de l'Agriculture, de la Ruralité et du Patrimoine                                            | Monika Dethier-Neumann |
| vérification des pouvoirs                                                                                     | Xavier Desgain         |
| contrôle des dépenses électorales et des communications                                                       | Patrick Dupriez        |
| coopération avec la Communauté française et la Commission communautaire française                             | Patrick Dupriez        |
| coopération avec la Communauté germanophone                                                                   | Patrick Dupriez        |
| Poursuites |                        |
| Commission conjointe sur les signes convictionnels                                                            | Jean-Claude Maene      |

## Partis représentés

### Parti Socialiste(29)
1. Isabelle Simonis, chef de groupe(Bourgmestre)
2. Hugues Bayet remplace Paul Magnette[1]
3. Marc Bolland (Bourgmestre)
4. Christophe Collignon (Conseiller communal)
5. Marc de Saint Moulin (Bourgmestre)
6. Christian Dupont (Bourgmestre)
7. Claude Eerdekens remplace Éliane Tillieux[2] ( conseillère communale)
8. Françoise Fassiaux-Looten (Conseillére communale)
9. Latifa Gahouchi (19-12-2012) remplace Serdar Kilic remplace Philippe Busquin(Bourgmestre)
10. Virginie Gonzalez Moyano (7-7-2010) remplace Laurent Devin[3] remplace Paul Furlan[2](Bourgmestre)
11. Catherine Houdart (7-7-2010) remplace Elio Di Rupo[3](Bourgmestre)
12. Joelle Kapompole (conseillère communale)
13. Mauro Lenzini (7-7-2010) remplace Julie Fernandez Fernandez (remplacée jusqu'au 17 juillet 2009 par Maggy Yerna)
14. Jean-Charles Luperto (Bourgmestre)
15. Jean-Claude Maene remplace Jean-Marc Delizée[1](Conseiller communal)
16. Christie Morreale (Échevine) (9-10-2013), remplace Maggy Yerna (qui remplaçait Willy Demeyer (Bourgmestre)
17. Maurice Mottard (19/09/2012) (Bourgmestre) remplace Michel Daerden (Décédé) (comme ministre, remplacé par Maurice Mottard jusqu'au 5-12-2011)
18. Alain Onkelinx (conseiller communal)
19. Sophie Pécriaux (Échevine)
20. Sébastian Pirlot (Bourgmestre)
21. Annick Saudoyer (conseillère communale)
22. Daniel Senesael remplace Rudy Demotte[2](Bourgmestre)
23. Malika Sonnet remplace Philippe Courard[1](Bourgmestre)
24. Edmund Stoffels (conseiller communal)
25. Pierre Tachenion remplace Didier Donfut
26. Muriel Targnion (Échevine)
27. Graziana Trotta (14/07/2010) remplace Eric Massin(Echevin)
28. Léon Walry (bourgmestre) remplace André Flahaut[3]
29. Olga Zrihen (Echevine)

### Mouvement réformateur(19)
1. Willy Borsus, chef de groupe (Bourgmestre)
2. Anne Barzin (Échevine)
3. Chantal Bertouille (Échevine)
4. Yves Binon (Bourgmestre)
5. Caroline Cassart-Mailleux (conseillère communale) (Conseillère provinciale)
6. Véronique Cornet (Bourgmestre)
7. Jean-Luc Crucke (Bourgmestre)
8. Sybille de Coster-Bauchau (Bourgmestre)
9. Christine Defraigne (Conseillère communale)
10. Philippe Dodrimont (bourgmestre)(Conseiller provinciale)
11. Hervé Jamar (Bourgmestre)
12. Pierre-Yves Jeholet (conseiller communal)
13. Serge Kubla (Bourgmestre)
14. Richard Miller (Échevin)
15. Gilles Mouyard (Conseiller communal)
16. Marcel Neven (Bourgmestre)
17. Florine Pary-Mille (Bourgmestre)
18. Florence Reuter
19. Jean-Paul Wahl (Bourgmestre)

### Ecolo(13)
1. Emmanuel Disabato (conseiller communal), chef de groupe[4]
2. Marcel Cheron
3. Veronica Cremasco
4. Matthieu Daele
5. Xavier Desgain (conseiller communal)
6. Monika Dethier-Neumann
7. Patrick Dupriez, président du parlement
8. Stéphane Hazée (14/03/2011) remplace Emily Hoyos
9. Bénédicte Linard (19-12-2012) remplace Olivier Saint Amand
10. Isabelle Meerhaeghe
11. Christian Noiret
12. Marianne Saenen
13. Luc Tiberghien

### Centre Démocrate Humaniste (13)
1. Maxime Prévot, chef de groupe (échevin)
2. Jean-Paul Bastin (10.7.2013) remplace Marc Elsen (conseiller communal) remplace Melchior Wathelet[1]
3. André Bouchat remplace Benoît Lutgen[2]
4. Idès Cauchie (05.02.13) (bourgmestre) en remplacement de Damien Yzerbyt (échevin, décédé en fonction)
5. Michel de Lamotte (conseiller communal)
6. Dimitri Fourny (conseiller communal)
7. Alfred Gadenne (bourgmestre)
8. Anne-Catherine Goffinet (échevine)'
9. Benoît Langendries remplace André Antoine[2]
10. Michel Lebrun (1er Échevin)
11. Savine Moucheron remplace (16-12-2011) Carlo Di Antonio[2] qui remplaçait Catherine Fonck (bourgmestre)
12. Marie-Dominique Simonet (17.7.2013) (conseillère communale)(Christine Servaes la remplaça pendant son mandat de ministre 19.7.2009-16.7.2013)
13. Antoine Tanzilli (conseiller communal) remplace Véronique Salvi (2013)

### Indépendant
1. Bernard Wesphael (élu sur les listes ECOLO)